# Kanaal door Zuid-Beveland

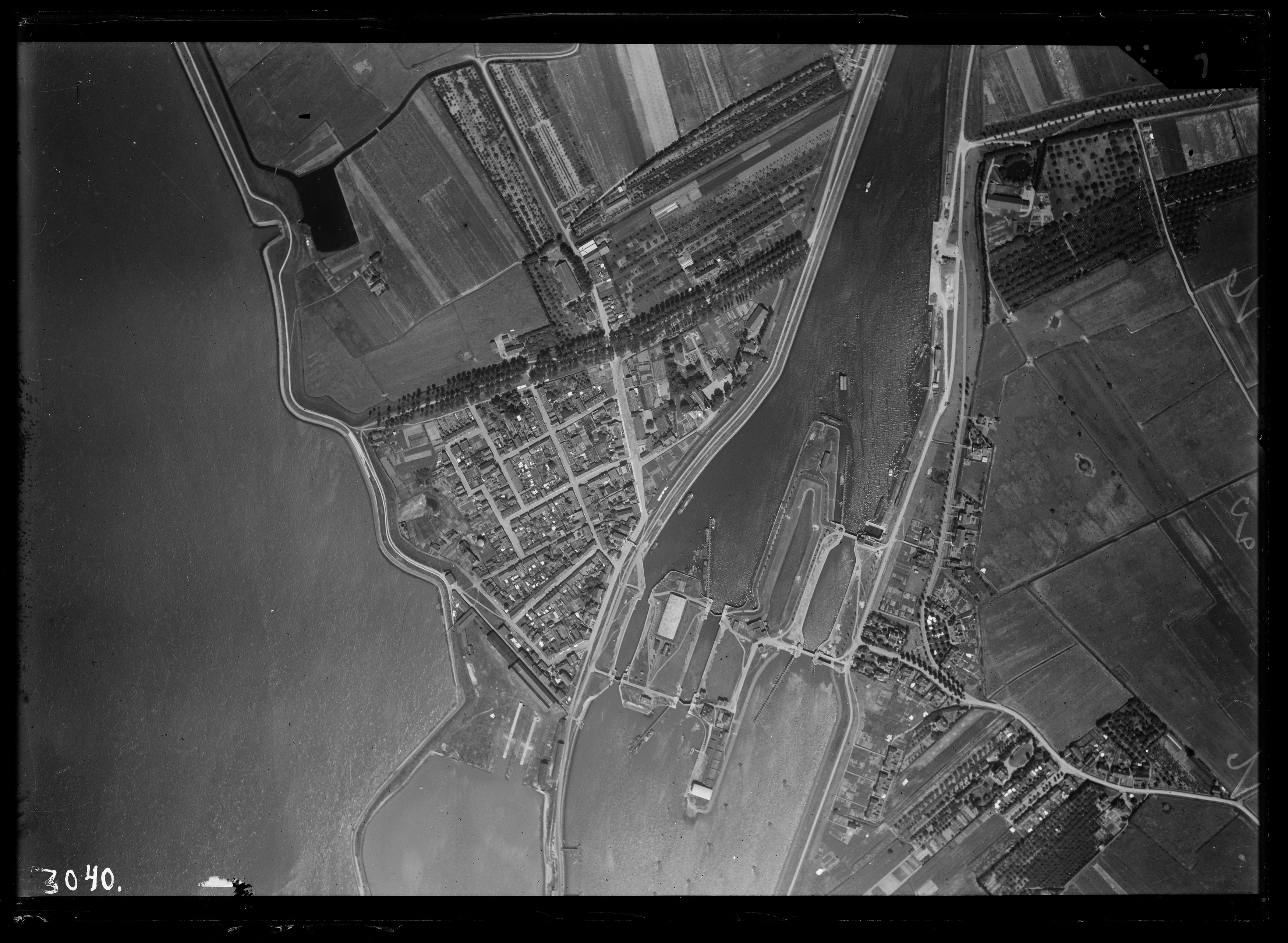
Luchtfoto sluizencomplex bij Hansweert (1920-1940)

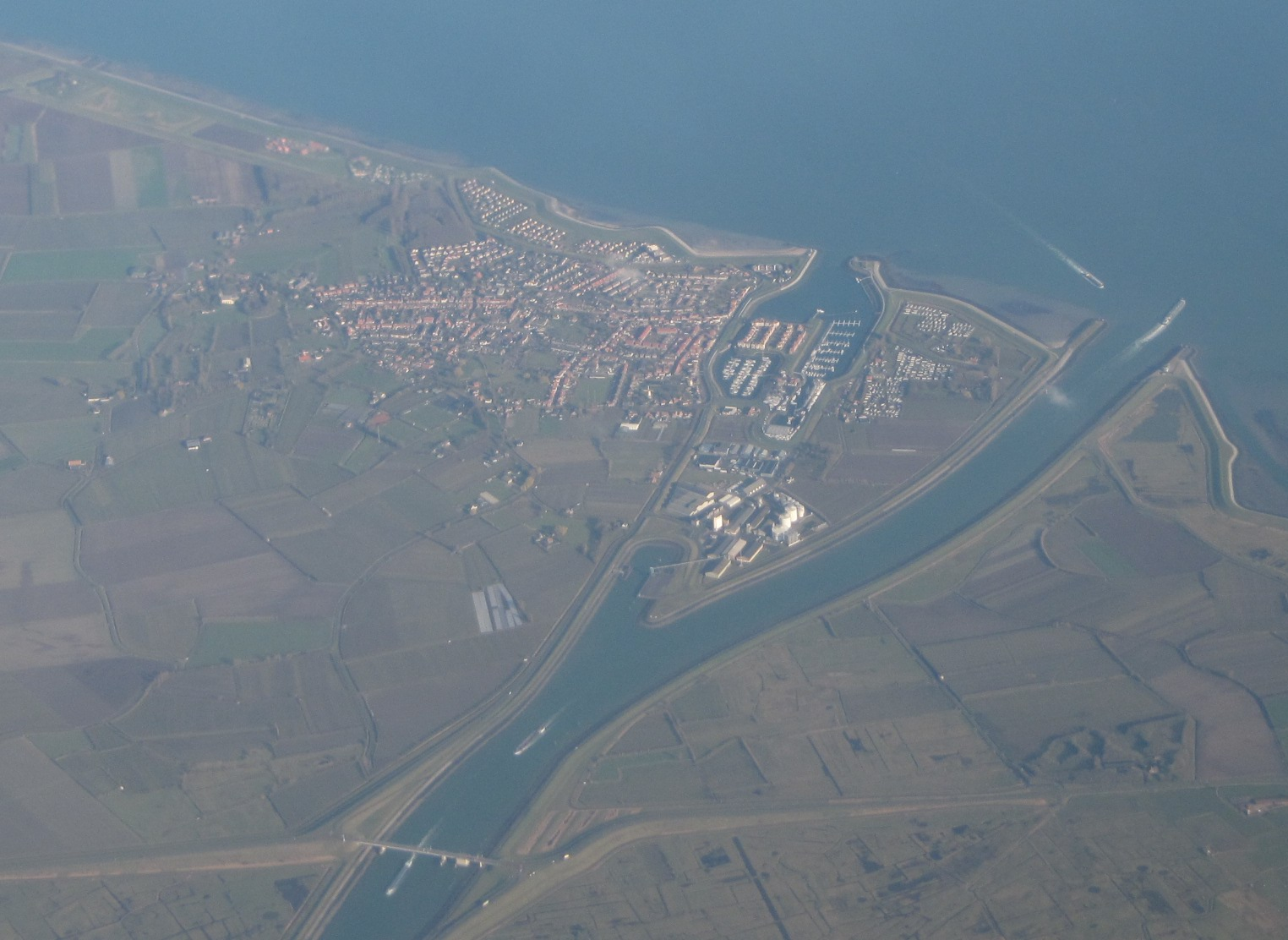
Luchtfoto Wemeldinge met rechts de nieuwe loop van het kanaal

Het Kanaal door Zuid-Beveland is een kanaal in Zeeland dat, in noord-zuidrichting, loopt van Wemeldinge naar Hansweert. Het kanaal is een verbindingsweg voor de scheepvaart tussen de Oosterschelde en de Westerschelde.

## Geschiedenis

### Franse plannen
In opdracht van Napoleon maakte genie-generaal Francois de Chasseloupe (1754-1833) in 1810 plannen voor de verdediging van Zeeland en Antwerpen. Een onderdeel van dit plan was een kanaal door Zuid-Beveland, tussen Kattendijke en Wadijk en ongeveer vier kilometer ten westen van het huidige kanaal. In het plan werd het kanaal van 8,2 kilometer lang en 88 meter breed. Bij Kattendijke en Wadijk kwamen sluizen en militaire kazernes en halverwege het kanaal, op de hoogte van Kloetinge, was een haven ingetekend met loodsen voor de opslag van materieel en scheepshellingen. Op enige afstand zou ten oosten en ten westen van het kanaal een verdedigingswal met redouten komen om een mogelijke vijandelijke aanval op het kanaal af te slaan. Het was een groot en duur project dat niet is uitgevoerd.

### Het Nederlandse plan
De aanleg van het kanaal startte op 1 juli 1852. Op die dag stak de directeur van de Engelse aannemersbedrijf Thos Hutchings & Co de 
eerste schop voor het graven van de sluisput in Hansweert in de grond. Hier werd een sluisput gegraven, maar de sluis werd niet gebouwd en aan het kanaal werd niet gegraven omdat het bedrijf failliet ging. Een andere aannemer werd gezocht en het Engelse bedrijf van Peto & Betts wilde het werk doen voor drie miljoen gulden. In 1858 ging dit bedrijf ook failliet en toen was het kanaal voor ongeveer de helft gegraven. De Nederlandse staat nam de gronden over maar dit alles leidde tot een forse vertraging.
Voor de bouw van de schutsluis te Hansweert en Wemeldinge werd een nieuwe aannemer gezocht. In januari 1863 werden de werkzaamheden weer opgestart en na zo'n veertien jaar werd het Kanaal door Zuid-Beveland op 15 oktober 1866 voor de scheepvaart opengesteld. Er was bij Hansweert en Wemeldinge een schutsluis, de middensluis, gebouwd. Al vrij snel na de opening werd een tweede schutsluis gebouwd in beide plaatsen, de westsluis, als extra capaciteit maar ook om de doorgang te verzekeren bij storingen en ongevallen aan een van de sluizen. De westsluizen kwamen in 1872 gereed.
Het kanaal moest aangelegd worden als gevolg van het tractaat met België, wat een vrije vaart van Antwerpen naar de Rijn garandeerde. Door de aanleg van de spoorlijn van Bergen op Zoom naar Goes werd deze vrij vaart onmogelijk. Het kanaal is daarom aangelegd als onderdeel van de werken voor de spoorlijn, grotendeels door spoorwegingenieurs.
Het kanaal was een succes en werd veel gebruik van gemaakt. Tussen 1877 en 1912 steeg het gebruik van 1 miljoen ton tot 15 miljoen ton per jaar en was daarmee één der drukst bevaren binnenscheepvaartkanalen van Europa geworden. In 1907 viel het besluit een derde stel schutsluizen te bouwen in Hansweert en Wemeldinge. De derde schutsluis, oostsluis, te Hansweert werd op 10 augustus 1916 geopend en die bij Wemeldinge op 23 mei 1928. De sluizen hadden een maximale doorvaartwijdte van 16 meter (m) en een 
schutlengte van 152 m. In de jaren van 1936 tot 1938 werd het kanaal verbreed tot 35 meter. In 1967 voeren 108.041 schepen door het kanaal met een tonnage van 65 miljoen ton.
Met de komst van het Schelde-Rijnkanaal, geopend in 1975, is het belang van het kanaal afgenomen. Doordat over het Schelde-Rijnkanaal enkel vaste bruggen met een maximale doorvaarthoogte van 8,80 meter liggen, moeten hogere vaartuigen blijven gebruik maken van het kanaal door Zuid-Beveland, waarover beweegbare bruggen liggen.
Tussen 1982 en 1994 is het kanaal drastisch verbreed en zijn er nieuwe spoor- en verkeersbruggen gebouwd. Het tracé werd enigszins naar het oosten verlegd, met name bij Hansweert en Wemeldinge. Bij Wemeldinge zijn de sluizen vervallen waarmee de waterstand in het kanaal meebeweegt met die van de Oosterschelde, het verschil tussen hoog- en laagwater is ongeveer 1,7 meter. Bij Hansweert is een nieuw sluizencomplex gebouwd met twee sluiskolken. Deze huidige oost- en westsluis in Hansweert zijn 280 m lang en 24 m breed en zijn voorzien van roldeuren. Er passeren jaarlijks ruim 44.000 vaartuigen, waarvan bijna 10.000 recreatievaartuigen.
De oude sluiscomplexen zijn vanaf de begin jaren negentig niet meer in gebruik. Wemeldinge heeft de sluizen een herbestemming gegeven en dienen nu als ligplaatsen voor de recreatievaart. Bij Hansweert, waar de sluizen in minder goede staat verkeerden, zijn ze volgestort en zo aan het zicht grotendeels onttrokken. Enkele kenmerkende elementen zijn wel behouden, zoals takeltoestel De Wip en de wachthuisjes. De Wip stond vroeger aan de rand van het water en takelde de sluisdeur op een spoorkarretje, dat over een rails naar een loods reed, waar de deur werd opgeknapt.

## Actuele kenmerken

### Bruggen en tunnel
Het Kanaal door Zuid-Beveland is zo'n 11 kilometer lang. Omdat het kanaal een open verbinding heeft met Oosterschelde is er ook in het kanaal een getij van -1,99 tot +2,20 m NAP afhankelijk van het seizoen.
Er liggen drie bruggen over het Kanaal door Zuid-Beveland. Elke brug heeft een vaste overspanning en een beweegbaar brugdeel (basculebrug). De doorvaarthoogten bij de Vlakebruggen (spoorbrug van de Zeeuwse Lijn en verkeersbrug van de N289) en de Postbrug (brug van de N670) is bij een waterstand op NAP onder de vaste bruggen 10,50 m en bij de basculebruggen 9,50 m. Zowel de Postbrug als de Vlakebruggen worden op afstand vanaf de sluizen Hansweert bediend. Naast de Vlakebruggen ligt de Vlaketunnel als onderdeel van de A58.

### Maximumsnelheid
De maximaal toegestane vaarsnelheden op het kanaal bedragen 20 km/u bij een natte dwarsdoorsnede kleiner dan 20 m² en 15 km/u bij een natte dwarsdoorsnede groter dan 20 m². De natte dwarsdoorsnede is het product van grootste breedte en grootste diepgang van het schip of samenstel.

### Maximale scheepsafmetingen
De grootste toegestane scheepsafmetingen op het kanaal zijn: lengte 200 m voor duwstellen en 150 m voor schepen en gekoppelde samenstellen. Breedte 23 m voor alle vaart. De toegestane diepgang bedraagt 4,75 m bij een waterstand van −0,75 m NAP en hoger. Bij een waterstand lager dan −0,75 m NAP is de toegestane diepgang even zoveel minder.
Hoogspanningskabels zijn aanwezig ter hoogte van de loskade Hansweert (Kaai 85) met een hoogte van +47 m NAP en even ten zuiden van de Vlakebruggen met een hoogte van +49 m NAP.